# محاكمات فرسان الهيكل
بدأ سقوط فرسان الهيكل على يد الملك فيليب الرابع ملك فرنسا. رأى فيليب، الذي كان مثقلًا بالديون بسبب سياساته الباذخة ومساعيه العسكرية، في فرسان الهيكل كوسيلة لتخفيف ضائقته المالية وفي الوقت نفسه القضاء على منافس قوي. بالإضافة إلى ذلك، كان من الصعب السيطرة على فرسان الهيكل من قبل السلطات العلمانية بسبب شبكاتهم الدولية وحقوقهم الخاصة، مما وضعهم مباشرة تحت سيطرة الكنيسة، التي اعتبرها فيليب تهديدًا. في الوقت نفسه، تورط فيليب في صراع مرير مع البابا بونيفاس الثامن حول مسألة تقسيم السلطة بين الكنيسة والتاج. بعد وفاة بونيفاس وانتخاب البابا الفرنسي كليمنت الخامس، رأى فيليب فرصته لتوسيع سيطرته على الشؤون الكنسية.

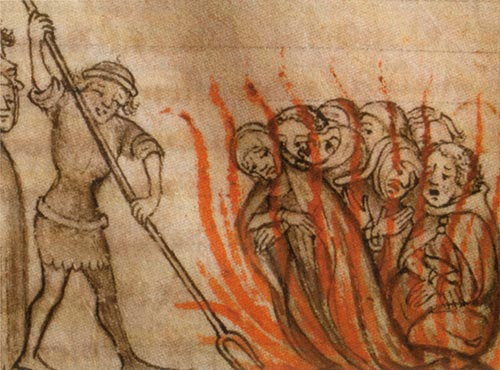
فرسان الهيكل يُحرقون على الوتد، رسم توضيحي من سجل ألماني مجهول

في يوم الجمعة المصادف 13 أكتوبر من عام 1307، أمر فيليب باعتقال عدد من فرسان الهيكل في فرنسا، بمن فيهم القائد الأكبر جاك دو مولاي. جاءت الاعتقالات مفاجئة ومتزامنة، وهو ما أمكن بفضل التخطيط الدقيق. اتُهم فرسان الهيكل بجرائم خطيرة، منها الهرطقة والتجديف وعبادة الأصنام والممارسات المثلية والفساد المالي. ويُرجّح أن هذه الاتهامات كانت مُدبّرة لتعبئة الرأي العام ضد الجماعة وضمان موافقة الكنيسة عليها.
كان البابا كليمنت الخامس مترددًا في البداية في اتخاذ إجراء ضد فرسان الهيكل، لأنهم كانوا تابعين مباشرة للكنيسة وكانوا موالين لها لقرون. ومع ذلك، تحت التأثير القوي لفيليب الرابع وتهديداته، شعر كليمنت بأنه مضطر للتحرك. في نوفمبر من عام 1307، أصدر المرسوم البابوي Pastoralis praeeminentiae [الإنجليزية]، الذي أمر باعتقال فرسان الهيكل في جميع أنحاء أوروبا. في السنوات التالية، جرت تحقيقات كنسية وملكية في بلدان مختلفة لفحص الاتهامات الموجهة ضد فرسان الهيكل. بينما عاملت بعض البلدان، مثل إنجلترا والبرتغال، فرسان الهيكل بقسوة أقل، كانت الإجراءات في فرنسا صارمة بشكل خاص، حيث كان فيليب يسيطر على المحاكمات هناك.
في عام 1312، حُلّت منظمة فرسان الهيكل رسميًا بموجب المرسوم البابوي Vox in excelso [الإنجليزية]. اتُّخذ هذا القرار خلال مجمع فيينا، حيث نوقشت الاتهامات الموجهة ضد فرسان الهيكل. ورغم استحالة إثبات العديد من هذه الاتهامات بوضوح، قرر البابا كليمنت القرار لصالح فيليب، وحلَّ المنظمة لأسباب سياسية لإنهاء الصراع مع الملك الفرنسي. نُقلت ثروة فرسان الهيكل الطائلة رسميًا إلى فرسان الإسبتارية، لكن انتهى المطاف بمعظمها في أيدي حكام علمانيين، لاسيما في فرنسا.

## الأصول
بدأ فرسان الهيكل في حوالي عام 1120، عندما اقتربت مجموعة من ثمانية فرسان مسيحيين من وارموند، بطريرك القدس وطلبوا الإذن بالدفاع عن مملكة بيت المقدس، أعطاهم بالدوين الثاني ملك مملكة بيت المقدس مقرًا في القدس. انتُخب هيوز دي باينز سيدًا لهم وكلفهم البطريرك وارموند بواجب الحفاظ على الطرق آمنة من اللصوص وغيرهم ممن كانوا يسرقون ويقتلون الحجاج بشكل روتيني في طريقهم إلى القدس، وهو ما فعلوه لمدة تسع سنوات حتى مجمع طروادة في عام 1129، عندما تحولوا إلى منظمة عسكرية وهو ما أقرته الكنيسة وشجعته إلى حد كبير رعاية برنارد من كليرفو، وهو رجل دين بارز في ذلك الوقت. استندت قاعدة الأمر في التنظيم إلى قاعدة النظام السيسترسي، أي الطاعة والفقر والعفة. توسع دورهم في نهاية المطاف ليشمل القتال في الحروب الصليبية. مع تراجع حدة الحروب الصليبية، طُرد الصليبيون من المنطقة.
على مدار هذه السنوات، ازداد فرسان الهيكل ثراءً ونفوذًا. فقد تلقوا تبرعات ضخمة من المال والقصور والكنائس، بل وحتى القرى وعائداتها، من الملوك والنبلاء الأوروبيين المهتمين بالمساعدة في القتال من أجل الأرض المقدسة. وبأمر من البابا، أُعفي فرسان الهيكل من جميع الضرائب والرسوم والعشور، ومُنحت منازلهم وكنائسهم حق اللجوء وأُعفيت من الالتزامات الإقطاعية. ولم يكونوا موالين أو تابعين لأحد غير البابا.